# Akhmed-bey Pepinov
Akhmed-bey Pépinov (en azéri : Əhməd bəy Ömər oğlu Pepinov ; né en 1893 à Bolojur, Akhaltsikhé ouïezd et mort en 1938 à Almaty) est une personnalité publique et politique azerbaïdjanaise d’origine turque meskhète.

## Éducation
Après avoir terminé le gymnase de Tiflis en 1913, Akhmed bey Pépinov part en Russie pour étudier à la faculté de droit de l'Université de Moscou. À Moscou, il rejoint l'Organisation des compatriotes d'Azerbaïdjan et publie des articles dans un journal local sous le pseudonyme « Ahmed Jovdat d'Akhalkalaki ». En 1918 il s'installe à Bakou.

## Vie politique
Pendant les années de la République démocratique d'Azerbaïdjan, Pépinov devient membre du parlement de la jeune république. Il fait partie de la faction « socialistes » « Gummet ». Le 22 décembre 1919, il est nommé ministre du Travail et de l'Agriculture (après Aslan-bek Kardachev) du 22 décembre 1919 au 23 mars 1920. Immédiatement après sa nomination au poste de ministre, Pépinov demande que le projet de loi « Sur l'approvisionnement en terres de la population de la République d'Azerbaïdjan » soit renvoyé du Département des affaires gouvernementales pour révision au ministère. Ainsi, le 28 décembre 1919, le nouveau ministre convoque une réunion sur la question du travail avec la participation des organisations syndicales. Akhmed-bek Pépinov assure les travailleurs de la fin des raids politiques contre le Club et les organisations de travailleurs de la part des syndicats, et promet également l’abolition du gouvernement général militaire de Bakou et la liberté totale de réunion ainsi que l’augmentation des salaires. Les ouvriers promettent de soutenir Pépinov, à condition que toutes ses promesses soient respectées.

## Démission
Au printemps 1920, grâce aux efforts du parti Musavat dominant au parlement, une lutte active contre les éléments anti-étatiques commence. Des arrestations sont entreprises parmi les bolcheviks et des clubs ouvriers ferment. Le 20 mars 1920, Pépinov, lors d'une session ordinaire du Parlement, proteste contre la fermeture du Club des travailleurs et les arrestations effectuées. La plupart des députés rejettent la proposition de Pépinov de discuter cette question. À cet égard, Pépinov annonce sa démission lors de la prochaine réunion parlementaire. Le 23 mars 1920, Akhmed-bek Pépinov démissionne de son poste de ministre.

## Activité sous les Soviets
En avril 1920, Pépinov et un autre membre du parlement, Rahim-bey Vekilov, sont envoyés à Grozny pour des négociations afin de bloquer l'entrée d'unités de l'Armée rouge en Azerbaïdjan. Après l'occupation d'avril et la soviétisation de l'Azerbaïdjan, Pépinov supervise les travaux sur l'éducation et le journalisme. Cependant, en tant qu'ancien ministre de l'ADR, il subit des pressions. Au début des années 1930, Pépinov est contraint de déménager à Oulianovsk. Plus tard, il déménage à Alma-Ata et jusqu'en 1934 il est vice-ministre de l'Éducation de la RSS du Kazakhstan. Il est réprimé en 1937 et réhabilité en 1955.

## Mémoire
À Bakou, il y a une plaque commémorative avec un bas-relief sur le mur de la maison où Akhmed-bek Pépinov a vécu de 1919 à 1931.